# Vlag van Raplamaa

Vlag van Raplamaa

De vlag van Raplamaa, een provincie van Estland, bestaat net als alle vijftien andere Estische provincievlaggen uit twee even hoge banen van wit en groen met het provinciewapen op het midden van de witte baan. Groen staat voor de natuur in Estland. Ook toen werd gekozen voor een unieke en als zodanig direct herkenbare provincievlag. De vlag is, net als alle andere provincievlaggen, vastgelegd door toenmalig president Konstantin Päts: dit gebeurde op 7 november 1996. De hoogtelengte verhouding van de vlaggen is 7:11; bij een vlag van 105 bij 165 centimeter is de hoogte van het wapen 40 centimeter.
Het provinciewapen op het midden van de witte baan van de vlag bestaat uit een schild met een wit kruis verdeelt in vier vlakken rood (linksboven), geel (rechtsboven), blauw (linksonder) en rood (rechtsonder).
Raplamaa werd in 1950 als district en in 1990 als provincie gevormd uit delen van de vooroorlogse provincies Harju, Lääne, Pärnu en Järva. Omdat het grootste gedeelte van Raplamaa tot de oude provincie Harju heeft behoord, koos Raplamaa een wit kruis, maar op een meerkleurig veld. De kleuren zijn afkomstig van de veldkleuren van de wapens van de omliggende provincies: Harju (rood), Pärnu (geel), Järva (blauw) en Lääne (rood).